# Topoli
Topol (znanstveno ime Populus) je rod listopadnih, hitrorastočih dreves. Luskolisti na brstih so večinoma smolnati, v primerjavi z vrbami so mačice viseče, krovne luske nazobčane ali deljene (vrbe celorobe), rastline so vetrocvetne. V cvetu je 8-30 prašnikov, plod je glavica.
Znanih je okrog 40 vrst v zmernem pasu severne poloble, v Sloveniji so 3 vrste avtohtone (beli topol, črni topol in trepetlika).
Topol je prvo drevo, katerega genom so v popolnosti razvozlali. Poročilo o uspešno razvozlanem genomu je bilo objavljeno septembra 2006 v reviji Science.